# Shorea waltoni
Shorea waltoni är en tvåhjärtbladig växtart som beskrevs av G. H. S. Wood och Willem Meijer. Shorea waltoni ingår i släktet Shorea och familjen Dipterocarpaceae. Inga underarter finns listade i Catalogue of Life.